# Oberrahmede
Oberrahmede ist ein Ortsteil von Lüdenscheid im Märkischen Kreis und liegt im oberen Rahmedetal zwischen den Städten Lüdenscheid und Altena. Bis 1968 gehörte der Ort zur Gemeinde Lüdenscheid-Land und ist seit 1. Januar 1969 Lüdenscheider Stadtteil. 

## Geschichte

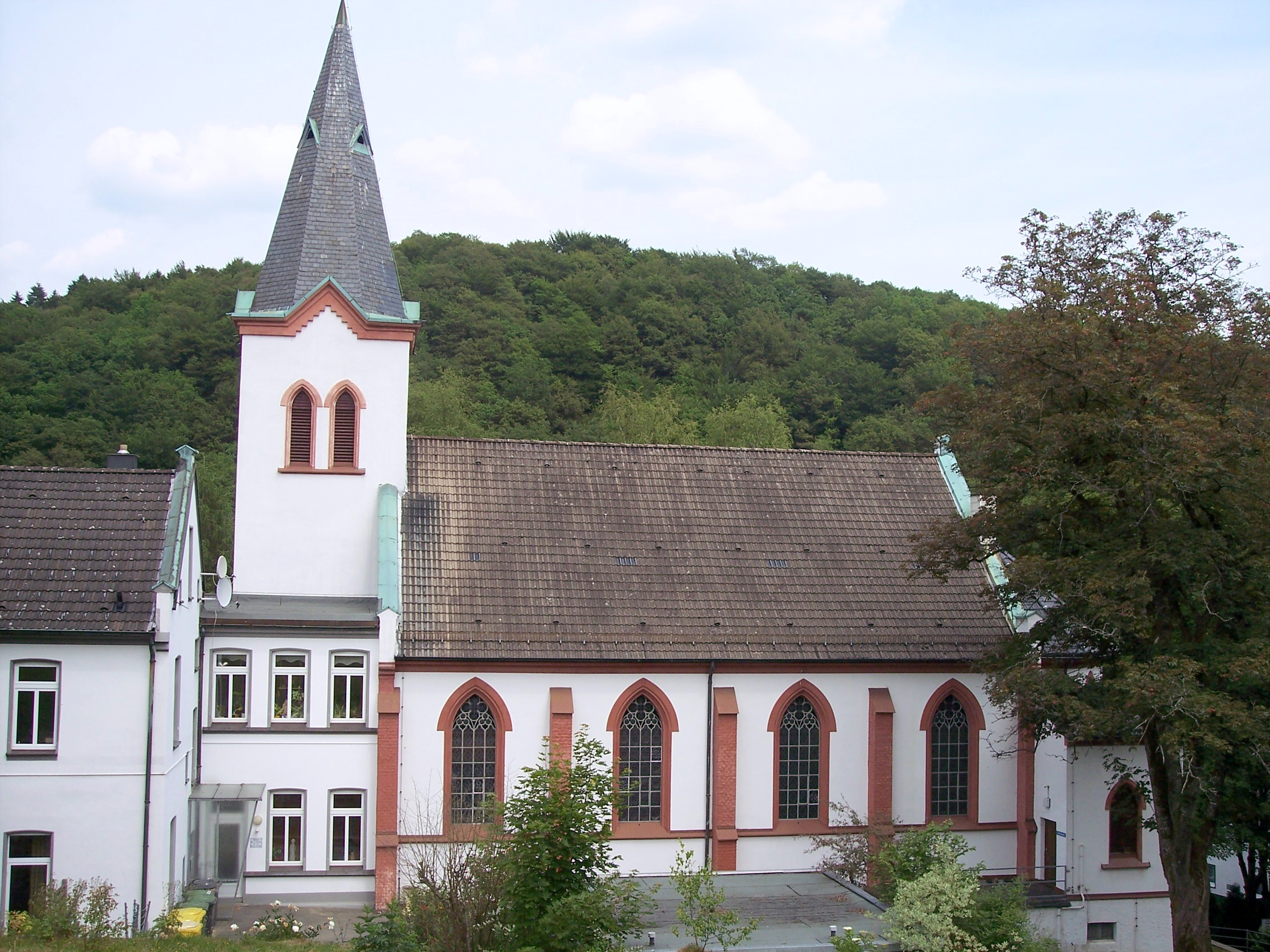
Evangelische Kirche in Oberrahmede, Im Grund

Der Ort ist entstanden als Industriesiedlung. Einst wurden hier die Erze verarbeitet, die man bis zum Jahre 1640 auf den nahen Hunscheider Höhen aus dem Boden holte. Der alte Hof, der 1633 erstmals als „Hüttebrocks Hof“ in alten Urkunden auftaucht, hatte damals schon eine „Schmitte“ (Schmiede), in der Diederich Hüttebroch das Hunscheider Eisen schmiedete. Die Schmiede mit zugehörigem Kotten stand in der Nähe der heutigen Kirche und der alten Volksschule auf dem späteren Besitztum von August Lösenbeck. Es war die Zeit des Dreißigjährigen Krieges. 1633 musste das Gut 42 Stüber Kriegskontribution zahlen. 1636 und 1641 war Grete Hüttebroch Besitzerin des Hofes mit der Schmitte. Im gleichen Jahr bestand unterhalb des Hofes eine weitere Schmiede „Unter dem Fall“, auf der Hermann Hüttebroch bis 1650 schaffte.
Nach 1700 wird diese Schmiede wohl als Fallhammer mit Wasserkraft angetrieben. Gegen Ende des Dreißigjährigen Krieges wurde der Erzbergbau in den heimischen Bergen eingestellt. Das führte zu einer völligen Verschuldung der Familie Hüttebrock und am 8. Mai 1638 ging der Hof mit der Schmiede in den Besitz von Diedrich Selve über, der ihn bis 1652 besaß. Auch die Schmiede Unter dem Fall, ebenfalls hoch verschuldet und durch die Kriegswirren baulich stark verfallen, ging in den Besitz der Erben des Lüdenscheider Bürgers Scharpe über. 1652 kaufte sie der Lüdenscheider Bürgermeister Eberhard Cronenberg mit einem wohl zugehörigen Waldstück „Berges im Fall“. Der baute sie zu einem Fallhammer aus. Die zum Hof gehörende „Fallecke“ hatte 1646 ein Mann namens Kuithan, ebenfalls Bürgermeister aus Lüdenscheid, für 56 Reichsthaler gekauft. 1650 betrugen die Abgaben des Hofes 3 Fass Herrenhafer und 1 Fass Pastorenhafer. 
Ende des 17. Jahrhunderts befand sich oberhalb des alten Hüttebrocks-Hofes, die seit ältesten Zeiten „am Brinke“ genannt wird, ein weiterer Osemundhammer, der Brinker Hammer. Aus dem Jahre 1676 sind die Namen der Schmiede bekannt, die auf den Industriestätten in der heutigen Ortschaft Oberrahmede arbeiteten. Es waren Johann uffm Brinke, Peter Köster, Tieges in der Rahme und Dierich Schumacher. Mitglieder der alten Familie Hüttebrock erscheinen damals nicht mehr,  erst 100 Jahre später werden sie urkundlich wieder in der Rahmede genannt. 1767 waren auf dem Hammer unter dem Fall tätig: Adolf Wilhelm Hüttebröcker als Schmied, Johann Peter Hüttebröcker als Hammerzöger und Diedrich Wilhelm Hüttebröcker als Lehrjunge. Eigentümer des Hammers waren damals die Witwe Spannagel und Ludwig Overbeck.
Im Laufe der Jahrhunderte änderte sich immer wieder der Name – Hüttebroch, Hüttebrock, Hüttebröcker, Hüttebräucker. Die sich gebildete Dorfgemeinschaft nannte sich später Hüttebräuckers Rahmede und hatte bereits 1735 eine Schule und 1749 eine Gastwirtschaft. Die besteht heute noch, während die alte Schule nicht mehr als solche dient und zweckentfremdet wird. Die Grundsteinlegung der evangelischen Kirche war 1889, die Einweihung fand am 1. August 1890 statt. Zu Zeiten der Kreis Altenaer Eisenbahn (1887–1962), die durch das Tal fuhr und die Städte Lüdenscheid und Altena verband, hatte Oberrahmede zwei Bahnstationen – Oberrahmede 1 und 2. Vor der letzteren war die Ortsdurchfahrt sehr eng. Neben der Straße musste auch noch der Dampfzug hindurch, und der fuhr so dicht an einem Haus vorbei, dass man vom Zug mit ausgestrecktem Arm die Hauswand berühren konnte. Die andere Bahnstation, Oberrahmede 1 war dort, wo heute die gut 70 Meter hohe Betonbrücke der Autobahn 45 das Tal überspannt. Hier war ein Doppelgleis, eine Güterabfertigung und ebenfalls eine Gaststätte. Durch Ankauf eines Walzwerks, das der Firma Gebrüder Noelle gehörte, eröffnete im Jahre 1888 Wilhelm Kemper eine Fabrik für Drahtkurzwaren aller Art. Diese Firma hat ihren Sitz in Oberrahmede noch heute an gleicher Stelle. Das Werk wurde im Laufe der Jahrzehnte mehrfach umgestaltet, vergrößert und hat sich heute auf Drahtumformtechnik spezialisiert.